# Morral de Caselles
El Morral de Caselles és una muntanya de 1.116 metres que es troba al municipi de l'Esquirol, a la comarca d'Osona.